# راندال بيركس
راندال بيركس (بالإنجليزية: Randall Burks)‏ هو لاعب كرة قدم أمريكية أمريكي، ولد في 22 أغسطس 1953.